# Dealu Floreni, Suceava
Dealu Floreni este un sat în comuna Dorna Candrenilor din județul Suceava, Bucovina, România.
 Acest articol despre o localitate din județul Suceava este deocamdată un ciot. Puteți ajuta Wikipedia prin completarea lui.